# Кавернометрія
Кавернометрія (рос. кавернометрия; англ. borehole gauging; well caliper logging, well caliper survey; нім. Kalibermessung f, Kavernometrie f) — метод геофізичного дослідження свердловин, оснований на вимірюванні поперечного розміру свердловини для оцінки її об'єму при цементуванні, виявлення змін перерізу стовбура і т. ін.
У загальному випадку переріз свердловини не є круглим, тому при кавернометрії за його поперечний розмір (умовний діаметр) береться діаметр кола, площа якого дорівнює площі перетину свердловини площиною, перпендикулярною до її осі. Кавернометрію проводять за допомогою каверномірів, які опускають у свердловину на каротажному кабелю.

## Профілометрія
Різновидом К. є профілометрія, яка здійснюється профілометрами. Ці прилади, на відміну від каверномірів, забезпечені двома або декількома незалежними один від одного пристроями, які дають змогу вимірювати відповідно дві або декілька хорд перетину свердловини, що дає можливість оцінити не тільки розміри перерізу, але й особливості його форми (наприклад, наявність жолобів).